# Старославци
Удружење родноверних Србије „Старославци” основано је у Београду 2012. године. Старославци су прво и једино регистровано удружење родноверних (многобожаца, неопагана) у Србији. Званичан датум оснивања јесте 22. септембар 2012 — јесења равнодневица — празник Радгостов дан, а за почетак рада Старославаца узима се 22. децембар — дан после зимске краткодневице или празник Сварожић. Старославци су једни од покретача идеје обнове старе словенске вере познатије као родноверје.

## Циљеви
Циљеви Старославаца су:
- изучавање и популаризација словенске митологије;
- реконструкција и оживљавање старих народних обичаја из времена пре примања хришћанства;
- упознавање, повезивање и сарадња са родновернима као и оснивање огранака удружења у свим већим градовима Србије;
- оснивање огранка Старославаца у суседним државама словенског говорног подручја (Босни и Херцеговини, Црној Гори, Македонији...);
- сарадња и повезивање са родноверним појединцима и организацијима широм словенског поднебља;

## Структура удружења
Удружењем управља Савет састављен од десет чланова. На челу Савета је Председник удружења. Чланове Савета бира Сабор гласањем једном годишње. Сабор чине сви чланови удружења. Члан Старославаца може постати свако пунолетно лице које се потписивањем приступнице обавеже на поштовање Статута и правила удружења.

## Деловање
Старославци су до 2015. године организовали 11 родноверних скупова. Највећи скупови одржавани су на равноднвенице (јесењу и пролећну), дугодневнице и краткодневнице, празнике који су Старим Словенима били најбитнији. На најмногобројнијем скупу Старославаца присуствовало је стотинак људи. 
Први српски родноверни календар саставља и објављује Удружење родноверних Србије. Овим календаром, осим у Србији, служи се велики број родноверних из суседних земаља.
У јануару 2013. члан Старославаца објављује прву родноверну књигу у Србији Родна вера. Зборник радова о старој вери Словена и њеној обнови.
Јуна 2013. у месту Савинац код Горњег Милановца, Старославци су једни од организатора мирног протеста против сечења седмовековног храста ’записа’. Одбрањен је храст који је за родноверне свето дрво бога Перуна.
У новембру 2013. Старославци почињу акцију пошумљавања Србије „Сади, не сеци”. Засађен је велики број младица храстова. Акција се наставља.
Новембра 2013. заслугом Старославаца, из штампе излази први српски родноверни часопис Слава!.
У одбрани од мајских поплава, које су задесиле Србију 2014. године, организовано учествује и већа група Старославаца.

Месеца септембра 2014. године, у складу са традиционалним обичајима из времена пре примања хришћанства, Старославци организују прво родноверно венчање у Србији. 

## ЧасописСлава!
Часопис Слава! је штампани гласник Удружења родноверних Србије „Старославци”. Главни и одговорни уредник је Весна Какашевски. Први број часописа појављује се новембра 2013. године и већ после два представљања привлачи пажњу заинтересованих за словенску митологију и родноверје али и стручне јавности. Други број часописа из штампе излази јуна 2014. године. Трећи број је у припреми. Часопис је каталогизован у публикацији Народне библиотеке Србије.